# Carta de Logu
La Carta de Logu è una raccolta di leggi in lingua sarda destinata ai Giudicati sardi. La più notevole e famosa è stata quella del Giudicato d'Arborea che fu promulgata, nella sua prima versione, da Mariano IV d'Arborea, poi aggiornata ed ampliata dai figli Ugone III ed Eleonora verso la fine del XIV secolo, e rimasta in vigore fino a quando venne sostituita dal Codice feliciano nel 1827.
È stata scritta in sardo volgare, in particolare nella variante arborense della lingua sarda, in modo che tutti potessero capirla appieno.

## Ipotesi, documenti e cronologia
Oltre alla Carta de Logu del Giudicato d'Arborea, esistono ipotesi sull'esistenza di altre Carte, in vigore sino ai primi anni della dominazione aragonese; in particolare una Carta de Logu del Giudicato di Cagliari, identificabile nella Breve Vicarii Regni Kallari, che probabilmente era un prodotto della legislazione pisana, ed una Carta de Logu del Giudicato di Gallura.
Delle carte precedenti il periodo aragonese si hanno in genere tracce indirette, tuttavia esistono alcuni frammenti scritti in volgare italiano appartenenti presumubilmente alla Carta cagliaritana, che erano stati inviati ad Alfonso IV di Aragona.
Nel febbraio del 1355 Pietro IV d'Aragona riunì a Cagliari il primo parlamento sardo ed in quella occasione furono emanate delle costituzioni, dove sono presenti precisi riferimenti alla "Carta de Logu cagliaritana" che nei documenti in catalano è denominata carta de loch .
Eleonora d'Arborea aveva promulgato la Carta de Logu per il territorio del Giudicato d'Arborea, in un arco di tempo fra il 1389 ed il 1392 (tradizionalmente il 14 aprile 1392, giorno di Pasqua), come versione aggiornata ed ampliata della Carta emanata precedentemente da suo padre Mariano IV (1317-1375) e già rivisitata dal fratello Ugone III (1337-1383).
Nel 1421, nella sede del parlamento a Cagliari, Alfonso il Magnanimo confermò la Carta di Eleonora ed estese la giurisdizione in cui era applicata a tutta l'isola..

## I contenuti della Carta de Logu promulgata da Eleonora
La Carta de Logu promulgata da Eleonora era destinata al territorio del suo regno, diretta a disciplinare in modo organico alcuni settori della vita civile. Essa ha costituito un primo corposo schema di ordinamento giuridico, tuttavia l'opera è di notevole importanza per il diritto in generale. La Carta comprende norme di codice civile e penale, oltre ad alcune norme che potrebbero costituire una sorta di codice rurale, donde un'articolazione che ha mosso più di un giurista ad inquadrarla, stante la sua interdisciplinarità e la menzione di concetti di generale valenza, nello studio del diritto costituzionale. 
L'esigenza della codificazione, da sempre sentita per superare situazioni disciplinate in modo non chiaro e complesso, tali da rendere estremamente difficile e talvolta arbitraria l'attuazione del diritto e l'amministrazione della giustizia, proveniva localmente dalla precedente legislazione in uso nella Sardegna dei primi secoli del millennio, maggiormente costituita di episodici regolamenti edittali e, come altrove, ampiamente condizionata dalla prevalenza degli usi. Della situazione precedente si ha in realtà poca traccia documentale, mentre molto di quanto oggi noto lo si è evinto dall'analisi di documenti per lo più contrattuali (come ad esempio i Condaghi). La Carta è dunque anche un'eccellente base d'analisi per lo studio storico, etnologico e linguistico della Sardegna del Medioevo.
La Carta de Logu, in alcune interpretazioni moderne, segnerebbe una tappa di rilievo verso l'attuazione di uno "stato di diritto", cioè di uno stato in cui tutti siano tenuti all'osservanza ed al rispetto delle norme giuridiche sviluppando il concetto della pubblicità, o forse, meglio, della conoscibilità della norma: grazie alla carta, infatti, viene data la possibilità a tutti i cittadini e agli stranieri  di conoscere con certezza di diritto le norme e le relative conseguenze. L'opera risponde a questo bisogno e risulta il frutto di uno sforzo particolarmente intenso, tale da avere una lunga durata sia nell'applicazione che nel valore sociale. Non va dimenticato, infatti, che la Carta sopravvisse, sia pure con qualche difficoltà, al periodo giudicale e rimase in vigore in epoca spagnola e sabauda fino all'emanazione del Codice di Carlo Felice dell'aprile del 1827. A ciò certamente contribuì non poco anche la particolare condizione della Sardegna, il cui ben noto isolamento consentì il perpetuarsi di condizioni e tradizioni di vita collettiva ben poco influenzate dai pur reiterati interventi (o tentativi) esterni per una sua uniformazione alle usualità delle regioni di volta in volta dominanti. Si noti in proposito che ancora negli anni 1970 si discuteva circa l'eventuale persistenza di codici non scritti nel vissuto quotidiano (in ispecie nelle aree più interne), anche con riferimento a "codici" di tradizione orale.
Nonostante "l'età", comunque, l'interesse che la Carta suscita è rimasto inalterato nel corso dei secoli, sebbene il suo valore sia stato, nel tempo, posto in discussione. Tuttavia la Carta de logu continua ad essere considerata uno degli statuti più interessanti del Trecento. La sua lettura delinea, disciplinate in modo chiaro e rispondente alla esigenza della certezza del diritto, numerose situazioni (ed i corrispondenti istituti giuridici) ancor oggi di grande attualità. Si pensi alla tutela e posizione della donna, alla difesa del territorio, al problema dell'usura, all'esigenza di certezza nei rapporti sociali, tutti argomenti  più volte ripresi nel testo.
Uno degli aspetti più importanti della intera opera risiede nell'essere stata scritta in lingua sarda, dunque dedicata e rivolta alla oggettiva conoscibilità popolare del suo contenuto. Del testo è peraltro sempre viva l'attenzione agli aspetti filologici, costituendo un elemento di profondo studio per i linguisti e, indirettamente, degli storici.